# Большаков, Борис Евгеньевич
Борис Евгеньевич Большаков (24 мая 1941 г., Москва — 17 ноября 2018 г.) — советский и российский учёный. Доктор технических наук, профессор, заведующий кафедрой устойчивого инновационного развития Института системного анализа и управления Государственного университета «Дубна», глава Международной научной школы устойчивого развития им. П. Г. Кузнецова. Первый президент Русского Космического Общества (2017—2018). Член Научного совета РАН по комплексным проблемам евразийской экономической интеграции, модернизации, конкурентоспособности и устойчивому развитию. Лауреат премии губернатора Московской области в области образования (2006).

## Биография
После окончания школы поступил в МГУ, где учился на геофизическом отделении (1958—1963), инженерном потоке механико-математического факультета (1964—1965), экономическом факультете (1965—1967), в аспирантуре (1967—1969). В 1963—1968 гг. младший научный сотрудник Института нефти АН СССР, работал под руководством Донабедова Акопа Тиграновича.
В 1969 г. защитил кандидатскую диссертацию по методам прогнозирования в области геофизики (рук-ли - Шрайбман Владимир Ильич, Каратаев Герман Иванович).
Ученик Побиска Георгиевича Кузнецова (по характеристике Ю. Громыко — ближайший ученик и соратник), с которым сотрудничал с 1968 года. С 1969 по 1982 год последовательно занимал должности заведующего лабораторией, заведующего отделом, заместителя директора по науке в институтах АН СССР, Госплана СССР, Госкомцен СССР, МИД СССР.
В 1980-е годы являлся главным конструктором системы «Контроль» для Председателя Правительства РСФСР. В 1989 году стал директором Фонда поддержки перспективных исследований во Всесоюзном научно-исследовательском институте системных исследований (ВНИИСИ).
С 1998 по 2002 г. директор департамента устойчивого развития университета «Дубна». В 2000 г. защитил докторскую диссертацию в Российской академии государственной службы (РАГС) при Президенте РФ. В 2001 г. получил звание профессора, с 2004 г. заведующий кафедрой устойчивого инновационного развития университета «Дубна». Являлся там председателем диссертационного совета Д 800.017.02. Один из основателей и первый президент Русского Космического Общества. (Русское Космическое Общество – образовано в 2017 году, как открытое, всенародное объединение, ставящее своей целью создание условий для перехода человеческой цивилизации в эпоху ноосферно-космической истории Земли. Русское Космическое Общество имеет Меморандум, в котором изложены основные устои и принципы Организации. Ядро организации, на момент её создания составили учёные, космонавты, военные, общественные деятели и другие представители русского народа). Действительный член РАЕН. Ученицей его была Шамаева Екатерина Федоровна.
С 2008 г. главный редактор Международного электронного журнала «Устойчивое развитие: наука и практика», председатель редакционного совета электронного журнала «Устойчивое развитие: проектирование и управление».
Разрабатывал комплекс динамических моделей для управления устойчивым развитием социально-экономических систем.
Популяризатор научных идей С. А. Подолинского.
Награжден медалями М. В. Ломоносова, К. Э. Циолковского, В. И. Вернадского, М. В. Келдыша, П. Л. Капицы. Медалью губернатора Московской области. Лауреат премии губернатора Московской области (2006). Победитель конкурса на грант Президента РФ «Научная школа устойчивого развития» (2006). Победитель конкурса «Деловая профессиональная книга по информационным процессам и технологиям» (2006).
Автор более 300 научных работ, монографий. Автор учебника «Устойчивое развитие». Научный редактор монографий «Устойчивое развитие: наука и практика» (Москва, 2008 г.), «Стратегия устойчивого развития: прорывные идеи и технологии» (Москва, 2010 г.).
- Кузнецов О. Л., Кузнецов П. Г., Большаков Б. Е. Система природа — общество — человек: Устойчивое развитие, Москва, 2001.
- Устойчивое развитие: синтез естественных и гуманитарных наук / О. Л. Кузнецов, П. Г. Кузнецов, Б. Е. Большаков. - Дубна, 2001. - 278 с. : ил. - ISBN 5-89847-045-X
- Большаков Б. Е., Кузнецов О. Л. «П. Г. Кузнецов и проблема устойчивого развития Человечества». М., 2001.
- Большаков Б. Е., Кузнецов О. Л. «П. Г. Кузнецов и проблема устойчивого развития Человечества». М., 2002.
- Кузнецов О. Л., Большаков Б. Е. Устойчивое развитие: Научные основы проектирования в системе природа — общество — человек. — Спб.–М.–Дубна, 2002.
- Bolshakov B. E., Kuznetsov O. L. Sustainable development: Natural and Scientific principles. “Gumanistika”, St Petersburg - Moskow – Dubna, 2002.
- Большаков Б. Е. Закон Природы или как работает Пространство – Время. Москва–Дубна, 2002.
- Кузнецов О. Л., Большаков Б. Е. Мировоззрение и теория устойчивого развития в системе природа – общество – человек, Дубна, 2004.
- Большаков Б. Е., Полынцев Д. А. Методология моделирования устойчивого развития страны, М., 2005.
- Устойчивое экономическое развитие в условиях глобализации и экономики знаний : концептуал. основы теории и практики управления / [Берг Д. Б., Большаков Б. Е., Гольдштейн С. Л. и др.; под ред. В. В. Попкова] ; Междунар. ин-т А. Богданова. - Москва : Экономика, 2007. - 294 с. : ил. - ISBN 978-5-282-02694-8
- Наука устойчивого развития / Б. Е. Большаков.   Кн. 1 : Введение. - Москва, 2011. - 271 с. : ил. - ISBN 978-5-94515-112-3
- Инженерия устойчивого развития / Б. Е. Большаков, О. Л. Кузнецов. - Москва, 2012. - 506 с. - ISBN 978-5-94515-134-5
- Мировоззрение устойчивого развития : [учебное пособие по направлениям подготовки "Менеджмент", "Экология и природопользование", "Системный анализ и управление"] / О. Л. Кузнецов, Б. Е. Большаков ; М-во образования Моск. обл., Междунар. ун-т природы, о-ва и человека "Дубна", Ин-т систем. анализа и упр., каф. устойчивого инновац. развития. - Москва : Дубна : Университет "Дубна", 2013. - 221 с. - ISBN 978-5-94515-139-0 (РАЕН). - ISBN 978-5-89847-387-7
- Большаков Б. Е. Избранные труды / Борис Евгеньевич Большаков ; [составители: Шамаева Е.Ф., Попов Е.Б. редактор: Шамаева Е.Ф.] Русское космическое общество, Российская академия естественных наук. - Москва ; Дубна : РАЕН, 2020.